# Cal Roc (Belianes)
Cal Roc és un exemple de casa pairal catalana d'estil renaixentista a Belianes (l'Urgell). Aquest casal destaca per les seves robustes proporcions, presenta una estereotomia molt regular i la seva façana es troba dividida en tres àmbits horitzontals diferents en funció de cada pis. La part baixa té la porta d'accés de mig punt dovellada.

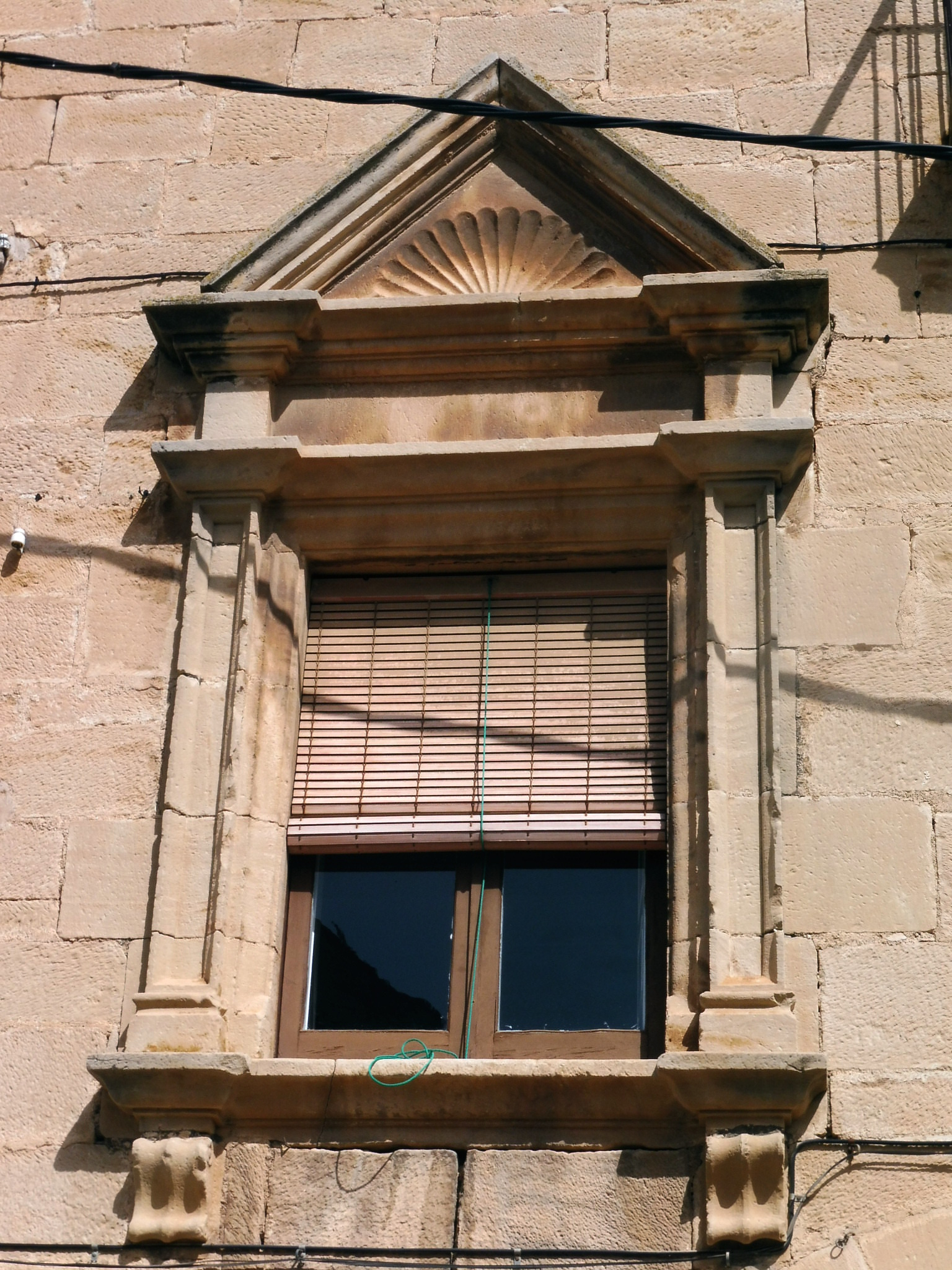
Detall d'una finestra

 La planta noble o primer pis presenta tres obertures en forma de finestres amb cornises sobresortides. Una de les finestres es troba decorada per un senzill frontó triangular on, al seu interior, s'insereix una venera. Finalment, el pis superior de la casa són les golfes, on només hi ha un balcó senzill i finestres de reduïdes dimensions.
Casa de carreus de pedra. Consta de tres plantes. A la planta baixa hi ha una porta amb arc de mig punt dovellat i dues portes quadrades. La planta noble presenta tres finestres, totes diferents. La central té columnes adossades a les dues bandes amb entaulament i frontó decorat amb una conquilla. Als laterals hi ha una finestra quadrada amb cornisa i una altra de la mateixa forma amb trencaaigües i cornisa suportada per mènsules. A les golfes hi ha dues finestres i una porta balconera.